# Jan Adamowski
Jan Antoni Adamowski (ur. w 1948) – profesor nauk humanistycznych w zakresie językoznawstwa; kulturoznawca, folklorysta, badacz kultury regionalnej, antropolog. Zainteresowania naukowe: język folkloru, tekstologia, etnolingwistyka i folklorystyka (w tym genologia i systematyka, obrzędy i zwyczaje, wierzenia, folklor współczesny), teksty kultury, język niewerbalny.
Dyrektor Instytutu Kulturoznawstwa i kierownik Zakładu Kultury Polskiej Uniwersytetu Marii Curie-Skłodowskiej w Lublinie. Koordynator, organizator i współautor programów studiów kulturoznawczych i etnologicznych w UMCS. 
Autor ponad 250 prac naukowych.
Laureat wielu nagród i odznaczeń. W 2002 otrzymał nagrodę indywidualną ministra edukacji narodowej za pracę habilitacyjną pt. Kategoria przestrzeni w folklorze. Studium etnolingwistyczne. Podczas XIII Krajowego Zjazdu Stowarzyszenia Twórców Ludowych w 2009, został odznaczony Srebrnym Medalem „Zasłużony Kulturze Gloria Artis” a w roku 2016 Złotym Medal „Zasłużony Kulturze Gloria Artis”.
Przewodniczący takich gremiów jak m.in. Rada Naukowa Stowarzyszenia Twórców Ludowych, redakcja pisma „Twórczość Ludowa”, członek jury Nagrody im. Oskara Kolberga i Festiwalu Kapel i Śpiewaków Ludowych w Kazimierzu oraz członek Komisji ds. Folklorystyki Komitetu Nauk o Literaturze czy Komisji Etnolingwistycznej Komitetu Językoznawstwa PAN i wielu innych.